# Cansiones barias
Cansiones barias es el primer álbum del músico y escritor uruguayo Leo Maslíah. Fue editado en 1980 por el sello Ayuí.

## Historia
De acuerdo a Raúl Caplán, en su ensayo “Leo Maslíah o el desencanto popular”, el disco inicia con dos canciones que apuntan al desencanto: “Imaginate m´hijo” y “Todo así”. En la primera se proyecta el futuro mediocre de un niño, cargado de contrariedades, dificultades económicas y frustraciones, así como en “Todo así” el tono monocorde subraya una vida monótona y gris.
Caplán advierte que la fábrica es escenario de varias canciones, en este y en discos siguientes. En “La polca del espiante” se trata de cuatro trabajadores que son despedidos, mientras que “El encargado” refleja el autoritarismo de capataces que a su vez son víctimas del autoritarismo de sus superiores. “La cementadora” presenta las vidas miserables de las clases trabajadoras y “El médico certificador” los profesionales sin ética que abusan de trabajadores.
Según el crítico, “Canción para vos” parodia la mercantilización de las relaciones humanas en una declaración de amor que transparenta intereses materiales, en “Duérmete potrillo” el adulto, a través de la educación, prepara al niño para la futura sumisión y explotación, y en “La balada del Pocho Martínez” la falta de reconocimiento ya no es del otro si no de sí mismo, canción que cierra con la muerte de los soñadores.
“El concierto”, donde ridiculiza a las clases dominantes, es una de las canciones más populares de Maslíah. En ella, el público de un concierto de música culta se eleva por efecto del arte hasta chocar con el techo del teatro.
Si bien en el disco solo figura impreso el año 1979, en las discografías de Maslíah siempre aparece como editado en 1980.

## Lista de canciones
Las letras y las músicas son de Leo Maslíah. 
Lado A
1. Imaginate m'hijo
2. Todo así
3. El concierto
4. La cementadora
5. El médico certificador
6. La chusma
7. La polca del espiante

Lado B
1. Duérmete potrillo
2. Ojo con la púa
3. La balada del Pocho Martínez
4. Para hacer poesía
5. El encargado
6. Canción para vos
7. El ómnibus

## Músicos
- Bernardo Aguerre: Guitarra en “El concierto”.
- Fernando Cabrera: Voz en “La cementadora” y guitarra en “La cementadora” y “El médico certificador”.
- Carlos Morales: Guitarra en “El médico certificador”, “Ojo con la púa” y “Canción para vos”, y palmas en “La polca del espiante”.
- Leo Maslíah: Voz, guitarra, piano en “Todo así”, “Duérmete potrillo”, “Para hacer poesía” y “El ómnibus”, y palmas en “La polca del espiante”.

## Ficha técnica
- Fotografía de Roberto Mouriño.
- Diagramación del equipo Tacuabé.
- Tomas de sonido realizadas por Henry Hasa en Estudio Opus de Montevideo entre el 17 de setiembre y el 16 de octubre de 1979, y por el equipo Tacuabé en el teatro de Alianza Francesa de Montevideo.el 4 de noviembre de 1979.
- Montaje y armado final realizados por Elac, pequeño estudio de Montevideo, entre el 8 de octubre y el 8 de noviembre de 1979.
- Matrizado efectuado en Sondor en noviembre y diciembre de 1979.
- Disco prensado en Fimasa, Ediciones Tacuabé, Uruguay.